# Not Myself Tonight
"Not Myself Tonight" je píseň americké popové zpěvačky Christiny Aguilery. Píseň pochází z jejího čtvrtého alba Bionic. Produkce se ujal producent Polow da Don.

## Hitparáda
| Země           | Umístění |
| -------------- | -------- |
| USA            | 23       |
| Kanada         | 11       |
| Velká Británie | 12       |
| Austrálie      | 22       |
| Japonsko       | 3        |
| Hongkong       | 1        |
| Slovensko      | 12       |
| Libanon        | 1        |
| Bulharsko      | 3        |
| Malta          | 8        |
| Česko          | 35       |